# Indigofera nigritana
Indigofera nigritana är en ärtväxtart som beskrevs av Joseph Dalton Hooker. Indigofera nigritana ingår i släktet indigosläktet, och familjen ärtväxter. Inga underarter finns listade i Catalogue of Life.